# Championnat d'Allemagne féminin de volley-ball
Le Championnat d'Allemagne féminin de volley-ball est une compétition de volley-ball organisée par la Fédération allemande de volley-ball (Deutscher Volleyball-Verband, DVV). Il regroupe chaque année depuis la saison 1976-77 les équipes de la première division nationale (1. Bundesliga) pour nommer le champion allemand.

## Mode de fonctionnement
13 équipes se sont affrontées au championnat d'Allemagne de volley-ball féminin lors de la saison 2015-16. La dernière équipe au classement après le premier tour doit descendre en seconde division (2. Bundesliga). Les équipes occupant les six première places sont qualifiées pour les Playoffs. Les équipes des places sept à dix jouent lors des pré-playoffs la qualification pour les deux dernières places des Playoffs. Les matchs sont joués en 3 sets (Best of Three), sauf la finale, jouée en 5 sets (Best of Five).

## Médias
Depuis la saison 2013-14, Les matchs du championnat d'Allemagne sont régulièrement transmis en direct sur Internet. Les clubs participent à hauteur de 100 000€ aux coûts de production, pour une retransmission d'environ 40 rencontres, à raison d'une rencontre par semaine lors du premier tour, et un direct par jour de rencontre durant les Playoffs.

## Audience
Le record d'audience lors du championnat d'Allemagne de volley-ball féminin a été atteint le 30 avril 2016 lors de la rencontre en playoff de l'Allianz MTV Stuttgart et le Dresdner SC (score final 3:2), avec un public de 5392 personnes. La finale en 1987 entre le CJD Feuerbach et le Bayern Lohhof dans le Glaspalast de Sindelfingen occupe la seconde place avec 5 000 spectateurs. En troisième place du classement, la rencontre en 2005 entre l'USC Münster et les Roten Raben de Visbiburg, qui a réuni quelque 4 500 spectateurs.

## Palmarès du championnat d'Allemagne de l'Ouest (1957-1991)
| Année | Champion                 | Finaliste      | Troisième         |
| ----- | ------------------------ | -------------- | ----------------- |
| 1957  | Päd. Hochschule Hannover |                |                   |
| 1958  | 1. VC Hannover           |                |                   |
| 1959  | 1. VC Hannover           |                |                   |
| 1960  | 1. VC Hannover           |                |                   |
| 1961  | 1. VC Hannover           |                |                   |
| 1962  | 1. VC Hannover           |                |                   |
| 1963  | 1. VC Hannover           |                |                   |
| 1964  | 1. VC Hannover           |                |                   |
| 1965  | 1. VC Hannover           |                |                   |
| 1966  | 1. VC Hannover           |                |                   |
| 1967  | 1. VC Hannover           |                |                   |
| 1968  | 1. VC Hannover           |                |                   |
| 1969  | 1. VC Hannover           |                |                   |
| 1970  | 1. VC Hannover           |                |                   |
| 1971  | 1. VC Hannover           |                |                   |
| 1972  | 1. VC Hannover           |                |                   |
| 1973  | 1. VC Hannover           |                |                   |
| 1974  | USC Münster              |                |                   |
| 1975  | 1. VC Hannover           |                |                   |
| 1976  | 1. VC Hannover           |                |                   |
| 1977  | USC Münster              |                |                   |
| 1978  | 1. VC Schwerte           |                |                   |
| 1979  | 1. VC Schwerte           | USC Münster    | 1. VC Hannover    |
| 1980  | USC Münster              | 1. VC Schwerte | TG Rüsselsheim    |
| 1981  | USC Münster              | SV Lohhof      | 1. VC Schwerte    |
| 1982  | SV Lohhof                | USC Münster    | TG Rüsselsheim    |
| 1983  | SV Lohhof                | VfL Oythe      | USC Münster       |
| 1984  | SV Lohhof                | USC Münster    | VfL Oythe         |
| 1985  | TGV Augsburg             | SV Lohhof      | USC Münster       |
| 1986  | SV Lohhof                | CJD Feuerbach  | USC Münster       |
| 1987  | Bayern Lohhof            | CJD Feuerbach  | USC Münster       |
| 1988  | Bayern Lohhof            | CJD Feuerbach  | Türk Gücü München |
| 1989  | CJD Feuerbach            | Bayern Lohhof  | 1. VC Schwerte    |
| 1990  | CJD Feuerbach            | Bayern Lohhof  | USC Münster       |
| 1991  | CJD Feuerbach            | USC Münster    | Bayern Lohhof     |

## Palmarès du championnat d'Allemagne (1991-…)
| Année | Champion              | Finaliste             | Troisième             |
| ----- | --------------------- | --------------------- | --------------------- |
| 1992  | USC Münster           | CJD Feuerbach         | Volley Cats Berlin    |
| 1993  | Volley Cats Berlin    | USC Münster           | Schweriner SC         |
| 1994  | Volley Cats Berlin    | Schweriner SC         | USC Münster           |
| 1995  | Schweriner SC         | USC Münster           | Volley Cats Berlin    |
| 1996  | USC Münster           | Volley Cats Berlin    | Schweriner SC         |
| 1997  | USC Münster           | Schweriner SC         | DJK Karbach           |
| 1998  | Schweriner SC         | USC Münster           | Volley Cats Berlin    |
| 1999  | Dresdner SC           | Bayer Leverkusen      | DJK Karbach           |
| 2000  | Schweriner SC         | USC Münster           | DJK Karbach           |
| 2001  | Schweriner SC         | USC Münster           | DJK Karbach           |
| 2002  | Schweriner SC         | Dresdner SC           | DJK Karbach           |
| 2003  | SSV Ulm Aliud Pharma  | USC Münster           | Fischbek Hambourg     |
| 2004  | USC Münster           | Bayer Leverkusen      | Schweriner SC         |
| 2005  | USC Münster           | Rote Raben Vilsbiburg | Dresdner SC           |
| 2006  | Schweriner SC         | Rote Raben Vilsbiburg | Dresdner SC           |
| 2007  | Dresdner SC           | Schweriner SC         | VfB Suhl              |
| 2008  | Rote Raben Vilsbiburg | Dresdner SC           | Schweriner SC         |
| 2009  | Schweriner SC         | Rote Raben Vilsbiburg | Dresdner SC           |
| 2010  | Rote Raben Vilsbiburg | VC Wiesbaden          | Schweriner SC         |
| 2011  | Schweriner SC         | Dresdner SC           | Rote Raben Vilsbiburg |
| 2012  | Schweriner SC         | Dresdner SC           | Rote Raben Vilsbiburg |
| 2013  | Schweriner SC         | Dresdner SC           | Rote Raben Vilsbiburg |
| 2014  | Dresdner SC           | Rote Raben Vilsbiburg | VC Wiesbaden          |
| 2015  | Dresdner SC           | MTV Stuttgart         | Schweriner SC         |
| 2016  | Dresdner SC           | MTV Stuttgart         | Schweriner SC         |
| 2017  | Schweriner SC         | MTV Stuttgart         | Dresdner SC           |
| 2018  | Schweriner SC         | MTV Stuttgart         | Dresdner SC           |
| 2019  | MTV Stuttgart         | Schweriner SC         | SC Potsdam            |
| 2020  | non terminé           | non terminé           | non terminé           |
| 2021  | Dresdner SC           | MTV Stuttgart         | Schweriner SC         |
| 2022  | MTV Stuttgart         | SC Potsdam            | Dresdner SC           |
| 2023  | MTV Stuttgart         | SC Potsdam            | Schweriner SC         |
| 2024  | MTV Stuttgart         | Schweriner SC         | Dresdner SC           |